# Nyabwayi
Nyabwayi är ett periodiskt vattendrag i Burundi.   Det ligger i provinsen Mwaro, i den centrala delen av landet, 50 km öster om huvudstaden Bujumbura.
Omgivningarna runt Nyabwayi är en mosaik av jordbruksmark och naturlig växtlighet. Runt Nyabwayi är det tätbefolkat, med 383 invånare per kvadratkilometer.